# 诗人

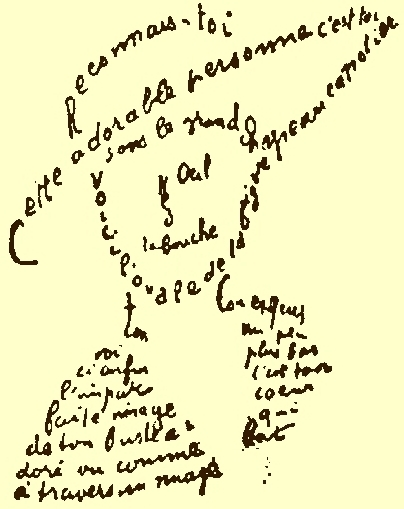
纪尧姆·阿波利奈尔的圖畫詩 (1918)

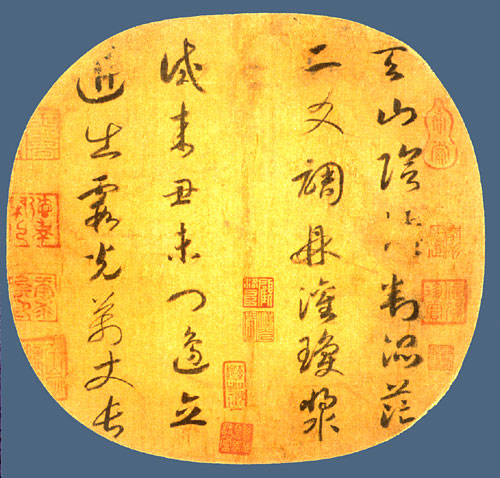
宋高宗的七絕天山詩，紈扇草書，現藏於美國紐約大都會博物館

诗人是创作诗歌的人，屬於文学家一類。詩人創作的作品可以是紀事性的，描述人物或故事，如荷馬的史詩；也可以是比喻性的，隱含多種解讀的可能，如但丁的《神曲》、歌德的《浮士德》。歷史上自從有文字以來就開始有詩人，而不同國家和時代產生出許多不同的詩詞體裁。
英文的詩人（poet）一字來自於拉丁語的「poeta, poetae」，意指寫詩的人，或關於詩人的事。在中國，詩經和楚辭是現時所知的最早的詩詞集，孔子和劉向分別是詩經和楚辭的編撰者。中國的詩詞在唐朝和宋朝大盛，詩人輩出，唐代以詩仙李白和詩聖杜甫最為人所熟知。宋代詩人以寫詞為多，故又稱作「詞人」。古代的詩人對格律非常熟悉，無論在中國或西方詩詞都有特定的格式，例如唐代盛行的律詩，其對偶、押韻、聲調平仄的要求，都比小說或是散文來的嚴格。
诗人是通过在想象或现实或两者的结合中传达一个或多个主题的独特思想的悠扬、创造性、有节奏的话语来捕捉和吸引读者心灵的人。
中國的詩人通常賴以其它職業為生，如蘇軾本為翰林學士，而岳飛本為將軍，但同時亦以詩作傳世。不少詩人亦是書法家，在不少中國建築，門柱上常常會有對聯，無論宮庭或一般文人皆愛在室內掛上字畫。每逢節慶喜喪之時，文人都喜歡題詩，亦常常立碑以紀念人物和事跡，這種傳統至今不絕，故此中國詩詞得以廣泛流傳。不少詩詞都是可以唱誦的，在宋代勾欄和教坊都是唱誦詩詞的地方。不少詩人對音樂亦有認識，如姜夔的《白石道人歌曲》的音樂是詩人自己譜寫。